# Boatca, Iași
Boatca este un sat în comuna Dagâța din județul Iași, Moldova, România.
Satul Boatca se învecinează la vest cu Mănăstirea, iar în nord-vest cu Poienile. La sud se învecinează cu Dagâța (la care poți ajunge prin intermediul drumului comunal DC78) și la sud-est cu Tansa. Din punct de vedere religios, satul are doua biserici : una ortodoxă și una adventistă, majoritatea popoluației este ortodoxă având însă și o minoritate de adventiști. 